# خوان بابلو فارغاس
خوان بابلو فارغاس (بالإسبانية: Juan Pablo Vargas) (6 يونيو 1995 بفالفيرذيه فيغا في كوستاريكا - ) هو لاعب كرة قدم كوستاريكي في مركزي الظهير والدفاع، شارك في كأس الكونكاكاف الذهبية 2017 وكوبا سينتروأمريكانا 2017. وشارك مع منتخب كوستاريكا لكرة القدم. أما مع النوادي، فقد لعب مع نادي ألاجولينسي وBelén F.C. ‏ ونادي هيريديانو.

## روابط خارجية
- خوان بابلو فارغاس على موقع قاعدة بيانات كرة القدم.إي يو (الإنجليزية)
- خوان بابلو فارغاس على موقع ناشيونال فوتبول تيمز (الإنجليزية)
- خوان بابلو فارغاس على موقع Soccerway.com (الإنجليزية)
- خوان بابلو فارغاس على موقع عالم كرة القدم.نت (الإنجليزية)